# Kampili

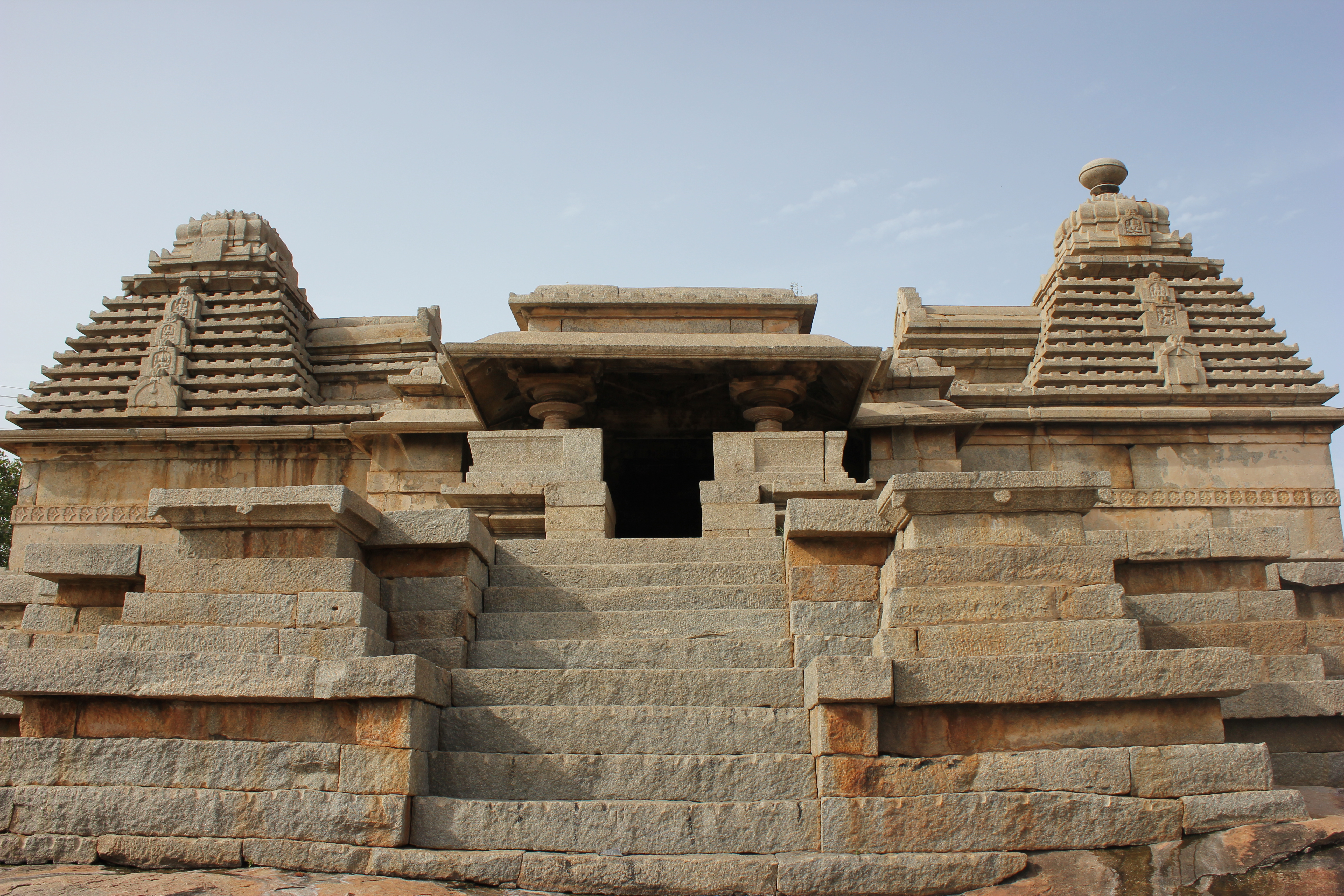
Templo de Shiva en la colina Hemakuta en Hampi, construido por Kampili Raya, gobernante del reino Kampili

Kampili fue un pequeño reino a orillas del río Tungabhadra en el actual estado indio de Karnataka durante el siglo XIII.
Su fundador fue un comandante Hoysala, Singeya Nayaka-III (1280-1300) quien se declaró independiente y creó su pequeño reino. Le sucedió en el trono su hijo Kampilideva en 1300 quien enfrentó la ira del Imperio Hoysala, de los Seuna, pero finalmente cayendo por la invasión desde el norte de las fuerzas de Alla-ud-din Khilji, el sultán de Delhi.
El Imperio vijayanagara que pronto llegó al poder (1336) desde su territorio, se convirtió en una de los más extensos imperios de India y gobernó el sur de India durante casi 200 años.